# Lijst van bruggen over de Zuid-Willemsvaart
De Zuid-Willemsvaart loopt van Maastricht naar ’s-Hertogenbosch. Door de jaren heen is de loop op verschillende plaatsen veranderd (zie hiervoor het hoofdartikel). 
Hieronder een overzicht van alle bruggen over de Zuid-Willemsvaart in Nederland en België. De bruggen over sommige delen van het kanaal dat geen onderdeel meer uitmaakt van de hoofdvaarroute zijn hierin (nog) niet opgenomen. Het gaat nu om de bruggen over het volgende kanaaldeel:
- Bassin bij Maastricht tot de Dieze bij 's-Hertogenbosch inclusief het oude kanaal door Helmond.

De bruggen over de volgende delen zijn dus (nog) niet opgenomen in dit overzicht:
- Delen van het kanaal in België die geen onderdeel meer uitmaken van het hoofdkanaal.

Verder zijn dienstbruggen bij de sluizen en andere bruggen die niet toegankelijk zijn voor het publiek niet opgenomen in dit overzicht. 

### De lijst
| Nederland: |                                           |                                                              |                                                                                           |                                              |                           |
| Km.:       | Naam:                                     | Soort:                                                       | Traject:                                                                                  | Afbeelding:                                  |                           |
| ---------- | ----------------------------------------- | ------------------------------------------------------------ | ----------------------------------------------------------------------------------------- | -------------------------------------------- | ------------------------- |
|            | Brug Fransensingel*                       | verkeersbrug (twee liggerbruggen)                            | Maastricht (Fransensingel)                                                                |                                              |                           |
|            | Brug Bosscherweg*                         | verkeersbrug (boogbrug)                                      | Maastricht (Bosscherweg)                                                                  |                                              |                           |
|            | Noorderbrug                               | verkeersbrug (liggerbrug)                                    | Randweg Noord Maastricht (Noorderbrug)                                                    |                                              |                           |
|            | Fietsbrug onder Noorderbrug*              | fiets- en voetgangersbrug (liggerbrug)                       | Maastricht                                                                                |                                              |                           |
|            | Spoorbrug spoorlijn Hasselt-Maastricht*   | spoorbrug (liggerbrug)                                       | Maastricht - Hasselt (Spoorlijn 20 Hasselt - Maastricht)                                  |                                              |                           |
|            | Sluis 19                                  | verkeersbrug (ophaalbrug)                                    | Maastricht (Fort Willemweg)                                                               |                                              |                           |
| België:    |                                           |                                                              |                                                                                           |                                              |                           |
| Km.:       | Naam:                                     | Soort:                                                       | Traject:                                                                                  | Afbeelding:                                  |                           |
|            | Brug Smeermaas                            | verkeersbrug (liggerbrug)                                    | Smeermaas (Brugstraat)                                                                    |                                              |                           |
|            | Brug Neerharen                            | verkeersbrug (liggerbrug)                                    | Neerharen - Herbricht (Geulerweg)                                                         |                                              |                           |
|            | Brug Rekem                                | verkeersbrug (liggerbrug)                                    | Rekem - Uikhoven (Populierenlaan)                                                         |                                              |                           |
|            | Brug Boorsem                              | verkeersbrug (liggerbrug)                                    | Boorsem - Opgrimbie (Kannegatstraat)                                                      |                                              |                           |
|            | Brug over Zuid-Willemsvaart/ Wegbrug E314 | verkeersbrug (liggerbrug)                                    | Leuven - Aken                                                                             |                                              |                           |
|            | Brug Maasmechelen                         | verkeersbrug (liggerbrug)                                    | Maasmechelen - Kotem (Dokter Haubenlaan)                                                  |                                              |                           |
|            | Voetgangersbrug Maasmechelen              | voetgangersbrug (liggerbrug)                                 | Maasmechelen (Heirstraat)                                                                 |                                              |                           |
|            | Brug Eisden                               | verkeersbrug (boogbrug)                                      | Maasmechelen - Eisden (Rijksweg)                                                          |                                              |                           |
|            | Brug Eisden                               | verkeersbrug (boogbrug)                                      | Maasmechelen - Eisden (Langstraat)                                                        |                                              |                           |
|            | Tuibrug Lanklaar                          | fiets- en voetgangersbrug (tuibrug)                          | Lanklaar                                                                                  |                                              |                           |
|            | Brug Lanklaar                             | verkeersbrug (liggerbrug)                                    | Hasselt - Dilsen (Boslaan)                                                                |                                              |                           |
|            | Brug Dilsen                               | verkeersbrug (liggerbrug)                                    | N771 Gruitrode - Dilsen                                                                   |                                              |                           |
|            | Oude Spoorbrug Zuid-Willemsvaart          | fiets- en voetgangersbrug (voorheen spoorbrug) (vakwerkbrug) | Maaseik - Hasselt (Spoorlijn 21A)                                                         |                                              |                           |
|            | Brug Rotem                                | verkeersbrug (liggerbrug)                                    | Rotem (Brugstraat)                                                                        |                                              |                           |
|            | Brug Neeroeteren                          | verkeersbrug (liggerbrug)                                    | N773 Neeroeteren - Maaseik (Kanaalstraat)                                                 |                                              |                           |
|            | Brug Geisteren                            | verkeersbrug (liggerbrug)                                    | N721 Neeroeteren - Bree (Breeerweg)                                                       |                                              |                           |
|            | Brug Neeroeteren-Solt                     | verkeersweg (boogbrug)                                       | Solt (Dijkweg)                                                                            |                                              |                           |
|            | Voetgangersbrug Gruitrode-Solt            | voetgangersbrug (boogbrug)                                   | Solt (Ziepstraat/Solterweg)                                                               |                                              |                           |
|            | Brug Tongerlo                             | verkeersbrug (boogbrug)                                      | Opitter - Tongerlo (Tongerlostraat/Bosstraat)                                             |                                              |                           |
|            | Brug Bree                                 | verkeersbrug (liggerbrug)                                    | Bree - Kinrooi (Rode Kruislaan)                                                           |                                              |                           |
|            | Brug Beek                                 | verkeersbrug (boogbrug)                                      | Beek (Mariahofstraat)                                                                     |                                              |                           |
|            | Brug Bocholt                              | verkeersbrug (liggerbrug)                                    | Borgloon - Hamont (Hamonterweg)                                                           |                                              |                           |
|            | Fietsbrug Bocholt                         | fiets- en voetgangersbrug (vakwerkbrug)                      | Bocholt                                                                                   |                                              |                           |
|            | Sluis 18                                  | verkeersbrug (ophaalbrug)                                    | Bocholt (Achelsedijk)                                                                     |                                              |                           |
|            | Sluis 17                                  | verkeersbrug (ophaalbrug)                                    | Borgloon - Hamont (Hamonterweg)                                                           |                                              |                           |
| Nederland: |                                           |                                                              |                                                                                           |                                              |                           |
| Km.:       | Naam:                                     | Soort:                                                       | Traject:                                                                                  | Afbeelding:                                  |                           |
| 54,7       | Sluis 16                                  | verkeersbrug (liggerbrug)                                    | Weert (Kazernelaan)                                                                       |                                              |                           |
| 55,7       | Spoorbrug Weert                           | spoorbrug (liggerbrug)                                       | Budel - Weert (Spoorlijn Budel - Vlodrop) Eindhoven - Weert (Spoorlijn Eindhoven - Weert) |                                              |                           |
| 56,2       | Boshoverbrug                              | verkeersbrug (liggerbrug)                                    | Weert (Ringbaan-West)                                                                     |                                              |                           |
| 57,5       | Stadsbrug Weert                           | verkeersbrug (hefbrug)                                       | Centrum - Eindhoven (Eindhovenseweg)                                                      |                                              |                           |
| 58,3       | Biesterbrug                               | verkeersbrug (ophaalbrug)                                    | Biest - Molenakker (Wiekendreef)                                                          |                                              |                           |
| 59,0       | Laarderbrug                               | verkeersbrug (liggerbrug)                                    | Weert (Ringbaan-Oost)                                                                     |                                              |                           |
| 60,3       | Brug Rijksweg A2                          | verkeersbrug (liggerbrug)                                    | Amsterdam - Maastricht                                                                    |                                              |                           |
| 61,1       | Sluis 15                                  | verkeersbrug (liggerbrug)                                    | Roeven - Nederweert (Molenberg)                                                           |                                              |                           |
| 62,1       | Randwegbrug                               | verkeersbrug (liggerbrug)                                    | Weert - Beringe (Randweg Zuid)                                                            |                                              |                           |
| 62,4       | Brug 15                                   | verkeersbrug (liggerbrug)                                    | Nederweert (Sint Rochusstraat)                                                            |                                              |                           |
| 64,4       | Brug 14                                   | verkeersbrug (liggerbrug)                                    | Nederweert (Winnerstraat)                                                                 |                                              |                           |
| 67,7       | Sluis 13                                  | verkeersbrug (ophaalbrug)                                    | Sluis 13                                                                                  |                                              |                           |
| 70,5       | Wielput                                   | verkeersbrug (liggerbrug)                                    | Someren (Kwart voor Twaalf)                                                               |                                              |                           |
| 75,3       | Brug Someren                              | verkeersbrug (liggerbrug)                                    | Asten - Someren (Provinciale weg)                                                         |                                              |                           |
| 78,4       | Bommerhei                                 | verkeersbrug (liggerbrug)                                    | Lierop - Asten (Dijkstraat)                                                               |                                              |                           |
| 78,8       | Kempen-Peelland                           | verkeersbrug (liggerbrug)                                    | Venlo - Eindhoven                                                                         |                                              |                           |
|            | Bij Helmond:                              |                                                              |                                                                                           |                                              |                           |
| Km.:       | Brug over oude kanaal:                    | Brug over nieuwe kanaal:                                     | Soort:                                                                                    | Traject:                                     | Afbeelding:               |
| 81,9       | Sluis 9                                   |                                                              | verkeersbrug (ophaalbrug)                                                                 | Helmond                                      |                           |
| 82,3       | Brug Rochadeweg*                          |                                                              | verkeersbrug (liggerbrug)                                                                 | Helmond (Rochadeweg)                         |                           |
| 82,3       |                                           | Brug Rochadeweg (Oost)*                                      | verkeersbrug (liggerbrug)                                                                 | Helmond (Rochadeweg)                         |                           |
| 84,0       |                                           | Sluis Helmond                                                | verkeersbrug (twee liggerbruggen)                                                         | Brouwhuis - Industrieterrein (Vossenbeemd)   |                           |
| 84,4       | Sluis 8                                   |                                                              | verkeersbrug (ophaalbrug)                                                                 | Helmond (Vossenbeemd)                        |                           |
| 84,5       |                                           | Spoorbrug Helmond*                                           | spoorbrug (liggerbrug)                                                                    | Eindhoven - Venlo (Staatslijn E)             |                           |
| 84,5       |                                           | Deurnseweg                                                   | verkeersbrug (liggerbrug)                                                                 | Eindhoven - Well (Deurneseweg)               |                           |
| 84,9       | Suytkadebrug                              |                                                              | verkeersbrug (liggerbrug)                                                                 | Helmond (Suytkadebrug)                       |                           |
| 85,3       |                                           | Brug Sjef van de Kimpepad*                                   | fiets- en voetgangersbrug (liggerbrug)                                                    | Rijpelberg - Helmond-Oost (Sjef de Kimpepad) |                           |
| 85,5       | Brug Engelseweg*                          |                                                              | verkeersbrug (twee hefbruggen)                                                            | Helmond (Engelseweg)                         |                           |
| 85,5       | Spoorbrug Helmond*                        |                                                              | spoorbrug (liggerbrug)                                                                    | Eindhoven - Venlo (Staatslijn E)             |                           |
| 85,9       | Kasteelbrug                               |                                                              | verkeersbrug (liggerbrug)                                                                 | Helmond (Kasteelbrug)                        |                           |
| 86,0       | Kasteel Traverse                          |                                                              | verkeersbrug (liggerbrug)                                                                 | Eindhoven - Well (Kasteel Traverse)          |                           |
| 86,1       | Veestraatbrug                             |                                                              | verkeersbrug (ophaalbrug)                                                                 | Helmond (Veestraat)                          |                           |
| 86,2       | Havenbrug                                 |                                                              | verkeersbrug (liggerbrug)                                                                 | Helmond (Havenbrug)                          | Brug achter de ophaalbrug |
| 86,2       |                                           | Brug Bakelsedijk*                                            | verkeersbrug (liggerbrug)                                                                 | Dierdonk - Helmond-Oost (Bakelsedijk)        | Eerste brug van rechts    |
| 86,6       |                                           | Brug Rembrandtlaan*                                          | verkeersbrug (liggerbrug)                                                                 | Dierdonk - Helmond-Oost (Rembrandtlaan)      | Tweede brug van rechts    |
| 86,8       | Julianabrug                               |                                                              | verkeersbrug (drie ophaalbruggen)                                                         | Helmond (Julianalaan)                        | Witte brug in de verte    |
| 87,1       |                                           | Bloemvelderbrug                                              | fiets- en voetgangersbrug (tuibrug)                                                       | Dierdonk - Helmond-Noord                     | Derde brug van rechts     |
| 87,4       |                                           | Brug Venuslaan*                                              | verkeersbrug (liggerbrug)                                                                 | Dierdonk - Helmond-Noord (Venuslaan)         | Vierde brug van rechts    |
| 88,0       | Sluis 7                                   |                                                              | fiets- en voetgangersbrug (ophaalbrug)                                                    | Helmond                                      |                           |
| 89,5       |                                           | Heuvelse brug                                                | verkeersbrug (liggerbrug)                                                                 | Aarle-Rixtel - Bakel (Bakelseweg)            |                           |
| 89,9       | Brug bij Aarle-Rixtel                     |                                                              | verkeersbrug (ophaalbrug)                                                                 | Aarle-Rixtel (Klokkengietersstraat)          |                           |
|            | Ten noorden van Helmond:                  |                                                              |                                                                                           |                                              |                           |
| Km.        | Naam:                                     | Soort:                                                       | Traject:                                                                                  | Afbeelding:                                  |                           |
| 91,8       | Beekse brug                               | verkeersbrug (ophaalbrug)                                    | Beek en Donk (Gemertseweg)                                                                |                                              |                           |
| 93,1       | Donkse brug                               | verkeersbrug (ophaalbrug)                                    | Beek en Donk (Koppelstraat)                                                               |                                              |                           |
| 99,6       | Erpsebrug                                 | verkeersbrug (ophaalbrug)                                    | Keldonk (Hool)                                                                            |                                              |                           |
| 103,5      | Maxwell Taylorbrug                        | verkeersbrug (liggerbrug)                                    | Veghel (Corridor)                                                                         |                                              |                           |
| 105,0      | Robert A. Ballardbrug                     | fiets- en voetgangersbrug (kokerliggerbrug)                  | Veghel (Gazellepad)                                                                       |                                              |                           |
| 106,1      | Julian J. Ewellbrug                       | verkeersbrug (kokerliggerbrug)                               | Eindhoven - Arnhem                                                                        |                                              |                           |
| 109,5      | Harry Kinnardbrug                         | verkeersbrug (liggerbrug)                                    | Heeswijk-Dinther - Schijndel (Steeg)                                                      |                                              |                           |
| 113,7      | Milrooijsebrug                            | verkeersbrug (liggerbrug)                                    | Middelrode - Schijndel (Molendijk)                                                        |                                              |                           |
| 115,8      | Fietsbrug Berlicum-Den Dungen             | fiets- en voetgangersbrug (vakwerkbrug)                      | Berlicum - Den Dungen                                                                     |                                              |                           |
| 117,6      | Dungense brug                             | verkeersbrug (ophaalbrug)                                    | Poeldonk - ’s-Hertogenbosch (Poeldonk)                                                    |                                              |                           |
| 119,1      | Bosscheveldbrug                           | verkeersbrug (plaatbrug)                                     | Amsterdam - Maastricht                                                                    |                                              |                           |
| 120,7      | Lambooijbrug                              | verkeersbrug (liggerbrug)                                    | 's-Hertogenbosch (Merwedelaan)                                                            |                                              |                           |
| 121,4      | Sint-Anthoniebrug                         | verkeersbrug (ophaalbrug)                                    | ’s-Hertogenbosch (Hekellaan)                                                              |                                              |                           |
| 121,5      | Hinthamerbrug                             | verkeersbrug (ophaalbrug)                                    | ’s-Hertogenbosch (Hinthamereinde)                                                         |                                              |                           |
| 122,0      | Kasterenbrug                              | verkeersbrug (liggerbrug/ophaalbrug)                         | ’s-Hertogenbosch (van Berckelstraat)                                                      |                                              |                           |
| 122,3      | Orthenbrug                                | verkeersbrug (ophaalbrug)                                    | ’s-Hertogenbosch (Citadellaan)                                                            |                                              |                           |

* De officiële naam van deze bruggen is onbekend/nog niet achterhaald.